# ソマリランドの政党一覧
ソマリランドの政党一覧では、1991年5月にソマリアから分離・再独立した国家であるソマリランド共和国で活動する政党について述べる。

## 概要
ソマリランドは複数政党制を採用しているが、現状では単独政権を樹立する力を持った政党は存在せず、必然的に連立政権となるのが通例である。
ソマリランドでは、2001年5月に憲法が「国民投票」で承認された後、同年8月に「政治組織」（政党ではない）の結成を認める法律が制定された。氏族間の対立を回避する観点から、地方選挙（2002年12月実施）でソマリランドを構成する6地域中少なくとも4地域で20％以上の得票を得た政治組織のみを、国政レベルの選挙に参加することができる政党として認可する規定が選挙法に盛り込まれた。また憲法第9条で「政党は3党を超えてはならない」と定められており、2002年の認定以降「政党」が入れ替わった事例は1度しかない（原因は既存政党の解散）。これらの政党の制限は、独立当初のソマリアで氏族主義による政党の乱立によって政治が混乱した経験を踏まえた措置だといわれる。
2012年の地方議会選挙では15近くの政治組織が登録したが、その内5つの組織と既存の2政党が選挙への参加を認められた。

## 政党の一覧
各々の文献やマスメディアによって、現地語であるソマリ語からの翻訳が異なっている。そのため日本語訳も多少の表記ゆれがある。下記のうち上から2党が代議院（下院）に議席を持っている（前回の代議院選挙は2005年実施）。
- 平和統一開発党 (Kulmiye Nabad, Midnimo iyo horumar／団結党、連合開発党などとも訳される)
- 正義開発党 (Ururka Caddaalada iyo Daryeelka／正義福祉党とも訳される)
- ワダニ党（英語版） (Waddani、ソマリランド国民党とも) - 2012年結成[3]。

### 消滅した政党
- 統一人民民主党 (Ururka dimuqraadiga ummadda bahawday、UDUB／統一民主独立党、同盟人民民主党、国民同盟民主党などとも訳される) - 2002年の初期政党のひとつ。2010年大統領選挙には参加したが、2012年の地方選挙では既に消滅していたとみられる[4]。